# الهضبة (الزاهر)

تعديل مصدري - تعديل

الهضبة هي إحدى قرى عزلة الزاهر بمديرية الزاهر التابعة لمحافظة البيضاء، بلغ تعداد سكانها 163 نسمة حسب تعداد اليمن لعام 2004.